# Лобода Андрій Митрофанович
Андрій Митрофанович Лобода (14 (26) червня 1871, Свенцяни — †1 січня 1931, Київ) — фольклорист, літературознавець, етнограф, педагог, історик театру. Член Київського товариства старожитностей і мистецтв, академік ВУАН (з 1922 року), член-кореспондент Російської АН (1924; з 1925 року — АН СРСР), дійсний член Наукового товариства імені Шевченка (1924).

## Життєпис

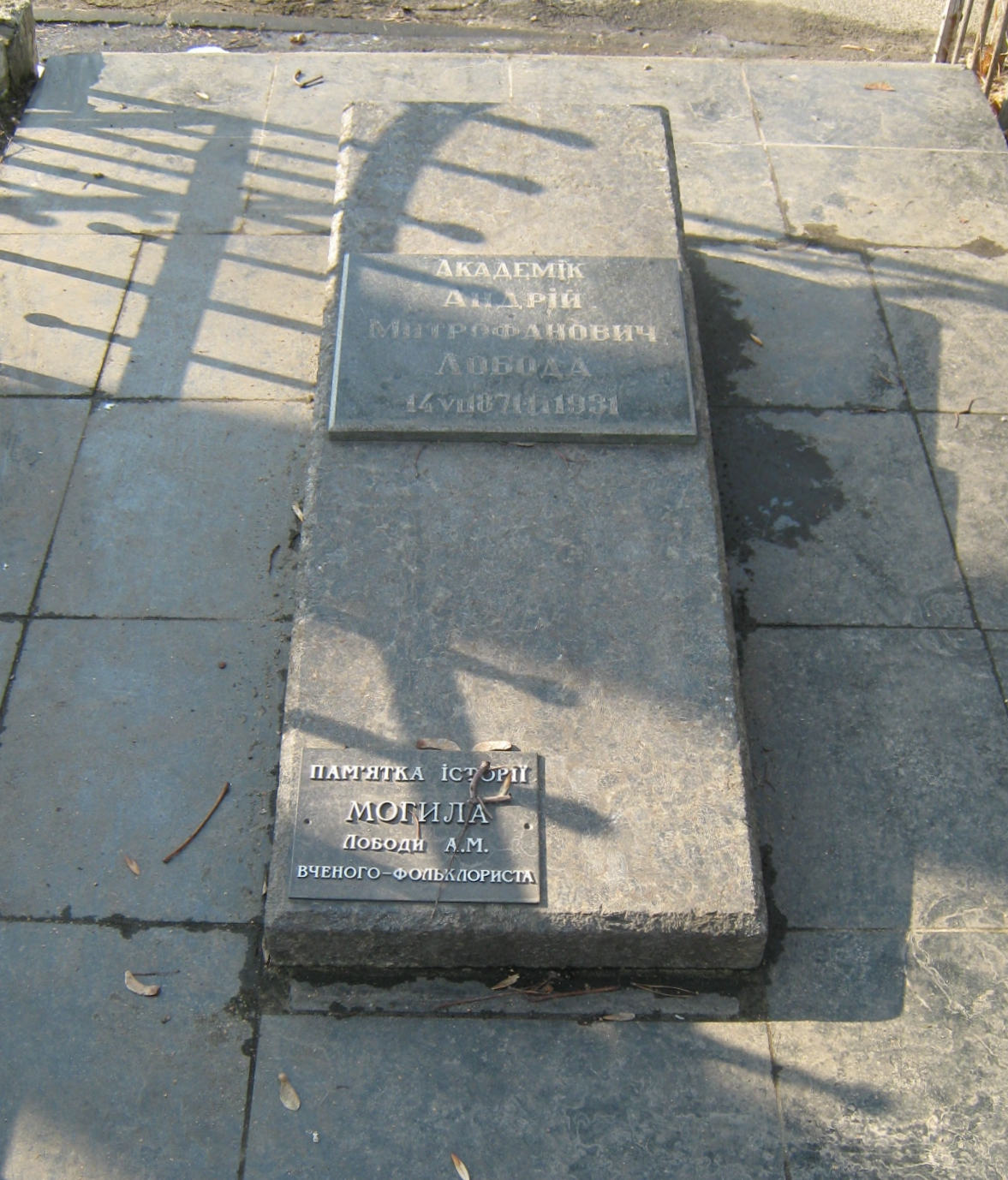
Могила Андрія Лободи

Народився 14 (26 червня) 1871 року в місті Свенцянах (нині Швянченіс, Литва) в сім'ї дрібного службовця, уродженця Чернігівської губернії. У 1890 р. закінчив Катеринославську класичну гімназію, в 1894 р. — слов'яно-російське відділення історико-філологічного факультету Київського університету. Учень професорів П. Владимирова, М. Дашкевича, Т. Флоринського.
У 1895—1897 роках — професорський стипендіат, а потім приват-доцент Київського університету.
У 1904 р. захистив магістерську дисертацію (присвячена дослідженню російських билин про сватання). Цього ж року зайняв посаду екстраординарного професора Київського університету.
У 1906 р. став одним з ініціаторів повторного відкриття і професором Вищих жіночих курсів у Києві.
Від 1915 року був головним редактором видання «Університетські вісті» (рос. Университетские известия).
Від 1917 р. (після захисту докторської дисертації про шекспіріану в Росії; праця не опублікована) став ординарним професором кафедри російської мови і літератури, пізніше — завідувачем кафедри російської літератури Київського університету.
Від 1921 р. очолював Етнографічну комісію при ВУАН.
13 лютого 1922 р. обраний академіком ВУАН за спеціальністю етнографія, 1923 року — віце-президентом ВУАН (займав цю посаду до 1925 року). Цього ж року очолив секцію літератури Київської науково-дослідницької кафедри мовознавства, став членом Центрального бюро краєзнавства при Російській АН. Тривалий час був секретарем Історичного товариства Нестора-літописця.
У 1924 р. обраний дійсним членом філологічної секції НТШ. 1 грудня цього ж року став членом-кореспондентом Російської АН. У 1925—1930 рр. був засновником і головним редактором часопису «Етнографічний вісник».
У 1927 р. нагороджений Великою золотою медаллю Всесоюзного географічного товариства за значний внесок в українське народознавство, розвиток краєзнавчого руху.
Помер 1 січня 1931 р. і похований в Києві на Лук'янівському цвинтарі (ділянка № 15, ряд 1, місце 15).

## Наукова діяльність
Опублікував близько 100 наукових праць, основні з них присвячені дослідженням східнослов'янського, переважно російського, героїчного епосу
- (рос.)«Белорусская народная поэзия и русский былинный эпос», 1895;
- (рос.)«Русский богатырский эпос», 1896;
- (рос.)«Русские былины о сватании», 1902.

Присвячені — історії української і російської фольклористики. Серед його доробку — статті про П. Куліша, М. Максимовича, О. Пипіна, В. Антоновича, О. Веселовського.
Підготував 2-ге видання книги М. Драгоманова «Нові українські пісні про громадські справи», ініціював створення та редагував покажчик, укладений О. Ю. Андрієвським, «Бібліографія літератури з українського фольклору» (1930, т. 1). Надавав перевагу історичному методові дослідження, критикував настанови міфологічної школи, намагався вивчати пам'ятки в соціально-історичному і культурно-побутовому контексті.